# Joseph Maria Boos
Joseph Maria Boos (* 25. Mai 1909 in Köln; † 29. Oktober 1978) war ein deutscher römisch-katholischer Prälat. 

## Leben
Joseph Maria Boos war Auslandsseelsorger des Erzbistums Köln. Er war für die Deutschsprachige Katholische Gemeinde in Barcelona tätig und von 1941 bis 1955 deren Rektor in Damas Negras in Barcelona. 1956 folgte er Pater José Alto Ziegenaus OSB nach Caracas und war dort zunächst Seelsorger, später erster offizieller geistliche Rektor im Büro an der Katholischen Deutschsprachigen Gemeinschaft in Venezuela. 1962 wurde er von Kardinal-Großmeister Eugène Kardinal Tisserant zum Ritter des Ritterordens vom Heiligen Grab zu Jerusalem ernannt und am 15. Dezember 1962 in Köln durch Lorenz Jaeger, Großprior der deutschen Statthalterei, und dem Statthalter des Ordens in Deutschland, Friedrich August von der Heydte, investiert. Boos wurde von Joseph Kardinal Höffner, dem Kölner Erzbischof und Präsidenten des Deutschen Vereins vom Heiligen Lande, als Generalsekretär des Deutschen Vereins vom Heiligen Lande berufen. Als Ruhestandsgeistlicher war er in den Riehler Heimstätten, dem späteren Städt. Seniorenzentrum Köln-Riehl, tätig.

## Ehrungen
- Ritterorden vom Heiligen Grab zu Jerusalem (1962)
- Päpstlicher Ehrenprälat (Monsignore)